# دوصدایی (آلبوم)
 دو صدایی نام یک آلبوم موسیقی اثر ویگن، هنرمند ایرانی است که در سبک پاپ تهیه شده و دارای ۱۴ آهنگ است.

## فهرست آهنگ‌ها
| ردیف | آهنگ                    |
| ۱    | بردی از یادم (با دلکش)  |
| ۲    | سپیده دم (باپوران)      |
| ۳    | همسایه‌ها (با الهه)      |
| ۴    | اسب سپید (باپوران)      |
| ۵    | خواستگاری (با بهشته)    |
| ۶    | کیجا (باپوران)          |
| ۷    | سرود سرمستی (با ژاکلین) |
| ۸    | پیام به رقیب (با دلکش)  |
| ۹    | رقص لاله (باپوران)      |
| ۱۰   | بیا بیا (با الهه)       |
| ۱۱   | دلم می‌خواست (با دلکش)   |
| ۱۲   | شانه (باپوران)          |
| ۱۳   | گل بوسه (با رامش)       |
| ۱۴   | آتش‌نشانی (باپوران)      |